# Árpád Weisz
Árpád Weisz (ur. 16 kwietnia 1896 w Budapeszcie, zm. 31 stycznia 1944 w KL Auschwitz) – węgierski piłkarz i trener piłkarski żydowskiego pochodzenia.
Árpád Weisz urodził się rodzinie żydowskiej w Solt w węgierskiej części Austro-Węgier 16 kwietnia 1896 roku. W latach 1922–1923 Weisz wystąpił sześciokrotnie w reprezentacji Węgier. W tym samym sezonie grał lidze węgierskiej w klubie Törekvés SE, kolejny sezon występował w żydowskim klubie Makkabi Brno w Czechosłowacji, po czym przeniósł się do Włoch, gdzie grał dla Alessandria FC. W 1924 roku brał udział w igrzyskach olimpijskich w Paryżu. Sezon 1925–1926 po raz ostatni występował jako piłkarz, był wówczas zawodnikiem Ambrosiana Mediolan (obecnie Inter Mediolan) i zagrał w 10 meczach zdobywając 3 bramki.
Po zakończeniu kariery piłkarskiej Weisz rozpoczął karierę trenerską jako asystent trenera Alessandrii FC, a po jednym sezonie przeniósł się do Ambrosiana Mediolan, gdzie pozostał do 1931 roku. Z Ambrosianą odbył tournée po Ameryce Południowej w latach 1928–1929. Po zakończeniu współpracy z mediolańskim klubem trenował przez jeden sezon Bari FC (1931-1932), po czym znów Ambrosiana Mediolan (1932–1933), Novarę (1934–1935) i Bologna FC (1935–1937). W następnym okresie pracował w Holandii dla Dordrechtsche FC do 1942 roku.
Został zesłany wraz z żoną i dwójką dzieci do obozu koncentracyjnego Auschwitz-Birkenau w 1942. Został tam zamordowany 31 stycznia 1944.